# Alfonso García López
Alfonso García López (* 23. Februar 1971 in Juradó, Departamento del Chocó) ist ein kolumbianischer römisch-katholischer Geistlicher und Apostolischer Vikar von Guapi.

## Leben
Alfonso García López studierte Philosophie und Theologie am Priesterseminar San Pio X des Bistums Istmina-Tadó, für das er am 21. Februar 1998 durch Bischof Alonso Llano Ruiz das Sakrament der Priesterweihe empfing.
Nach weiteren Studien an der Universidad Católica de Oriente in Rionegro erwarb er das Lizenziat in Philosophie und in Religionspädagogik mit einer Spezialisierung auf Pädagogik und Didaktik. Am Lateinamerikanischen Institut für Pastoraltheologie (Instituto Teológico-Pastoral para América Latina, ITEPAL) des Lateinamerikanischen Bischofsrates (CELAM) erwarb er ein Diplom in Priesterausbildung und an der University of Phoenix einen Master of Business Administration. An der Claretinerhochschule Uniclaretiana absolvierte er zudem ein Aufbaustudium in biblischen Studien.
Neben verschiedenen Aufgaben in der Pfarrseelsorge war er von 2002 bis 2003 und erneut von 2006 bis 2008 Subregens des Priesterseminars San Pio X, das er vorübergehend auch leitete. Von 2009 bis 2010 war er Verantwortlicher für die Hochschulseelsorge und anschließend bis 2018 Dompfarrer an der Kathedrale in Istmina. Ab 2018 war er Generalvikar, Diözesanexorzist, Moderator der Kurie sowie Verantwortlicher für die Priesterseelsorge und die Priesterfortbildung. Ab 2024 war er zudem Pfarrer der Pfarrei Santo Spirito in Istmina.
Papst Leo XIV. ernannte ihn am 14. Juni 2025 zum Apostolischen Vikar von Guapi. Der Bischof von Istmina-Tadó, Mario de Jesús Álvarez Gómez, spendete ihm am 6. August desselben Jahres in der Heilig-Geist-Kirche von Istmina die Bischofsweihe. Mitkonsekratoren waren der Apostolische Nuntius in Kolumbien, Erzbischof Paolo Rudelli, und der Erzbischof von Nueva Pamplona, Jorge Alberto Ossa Soto. Die Amtseinführung in Guapi fand am 12. August 2025 statt.